# Cristina Pozzobon

## Origem e formação

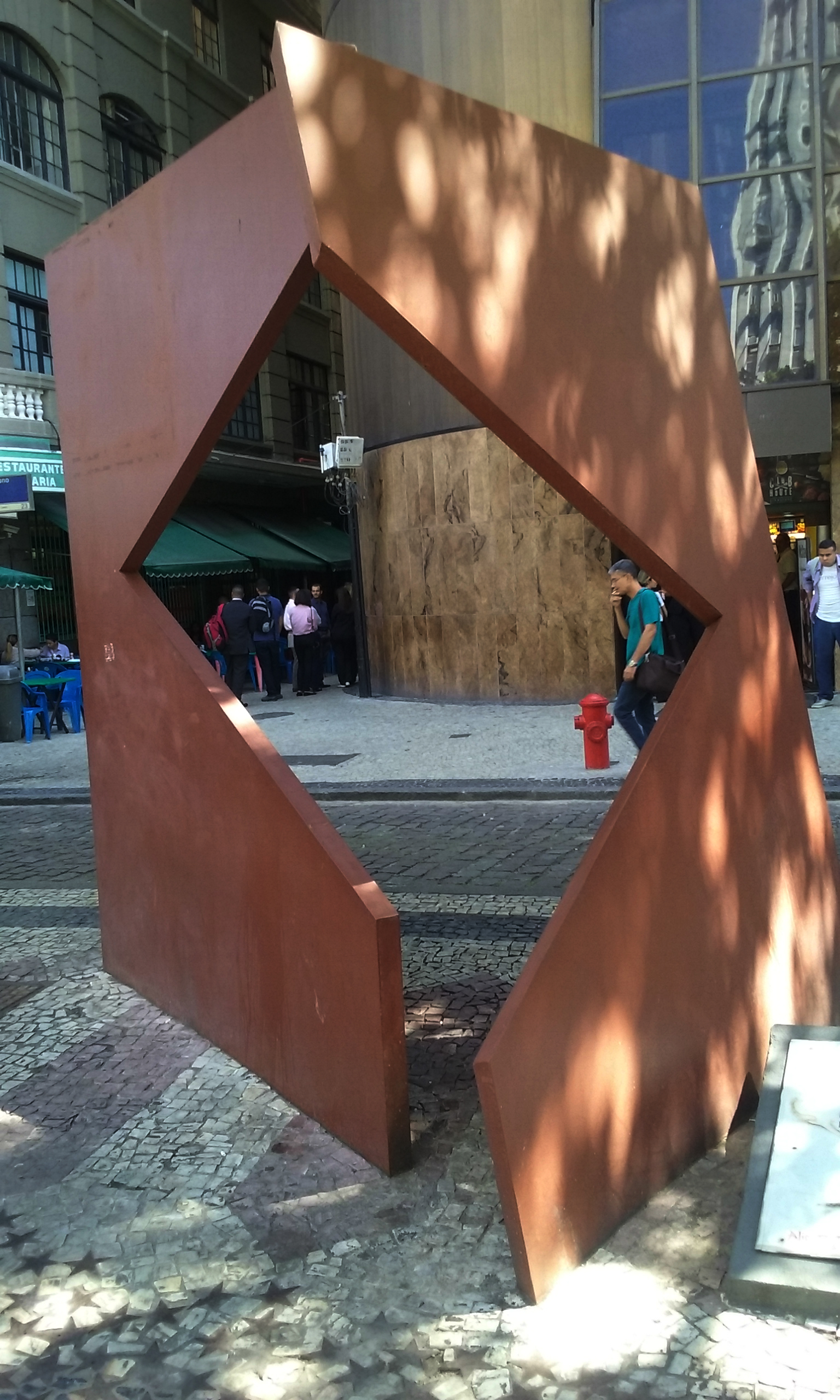
Monumento ao Nunca Mais instalado na Cinelândia, no Centro do Rio de Janeiro, representando uma bandeira do Brasil partida

Cristina Pozzobon (Terra Boa, 10 de janeiro de 1961) é uma jornalista, designer e escultora brasileira.
Filha de um agricultor e uma dona de casa, aos dez anos foi morar com os tios em Santa Maria. Formou-se em Artes Plásticas pela Universidade Federal de Santa Maria (UFSM) em 1984, mudando-se em seguida para Porto Alegre. 
Após sua formação, Cristina Pozzobon trabalhou como desenhista e com criação gráfica na Assembleia Legislativa e com criação na agência Martins & Andrade.
Trabalhou no Jornal Diário do Sul de 1986 até o ano de 1988.

## Carreira
Recebeu em 1986 o registro de jornalista na área de diagramação pelo Sindicato dos Jornalistas do Rio Grande do Sul.
Ainda em 1986, juntamente com Marô Silva, fundou a Lavoro Comunicação & Marketing.
Atuou no Jornal do Comércio de 1995 a 1997.
Fundou em 2000 a ONG Alice (Agência Livre para Informação, Cidadania e Educação), focando na comunicação com pessoas em situação de rua, prostitutas e idosos. Cristina Pozzobon é responsável pela diagramação do Jornal Boca de Rua, feito por pessoas em situação de rua de Porto Alegre.
Desenvolve, desde 2006, o projeto intitulado "Direito à Memória Verdade", que objetiva mostrar o período da ditadura militar no Brasil por meio de exposições fotográficas, debates e memoriais junto à Secretaria Especial dos Direitos Humanos da Presidência da República, realizado com a Fundação Luterana de Diaconia.
Criou a série Monumento ao Nunca Mais, um conjunto de esculturas em memória das vítimas da ditadura militar. As peças foram instaladas em locais públicos no Rio de Janeiro, Osasco, Florianópolis, Recife, Brasília, Ibiúna, Curitiba, Belo Horizonte e Ipatinga.
Com a Comissão de Anistia do Ministério da Justiça, em parceria com a Associação dos Trabalhadores Anistiados de Minas Gerais (Atamig) e a Prefeitura de Ipatinga, a ONG Alice participa do projeto “Trilhas da Anistia”, que inaugurou o “Monumento à Resistência e à Luta dos Trabalhadores”, em 18 de outubro de 2013, obra de autoria de Cristina Pozzobon com o apoio técnico do arquiteto Tiago Balem.
Cristina trabalha no Jornal Terra Viva, da Agência de Noticias italiana Inter Press Sevice (IPS).